# موارا أنكي

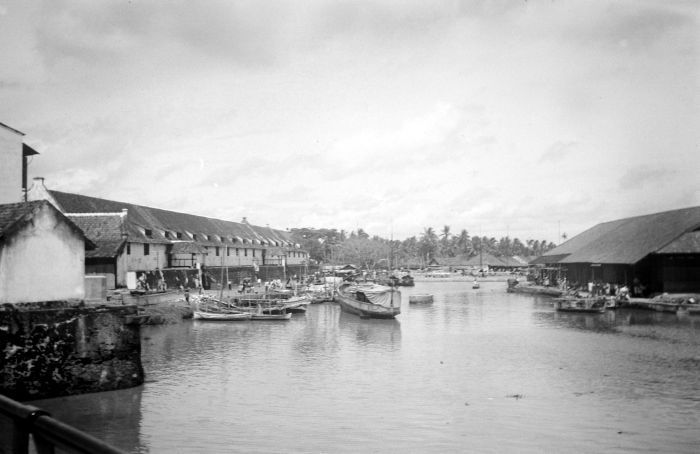
موارا أنكي خلال أربيعينات القرن العشرين

موارا أنكي (بالإندونيسية: Muara Angke) هي ميناء لصيد الأسماك تقع في كابوك موارا في بنجاريانغان على طول الساحل الشمالي لجاكرتا عاصمة إندونيسيا. تم دمج الميناء مع إسكان الصيادين ومكتب لإدارة ميناء الصيد الذي تملكه حكومة جاكرتا. لدى الميناء سوق سمك حديث مع مرافق الدعم لرسو القوارب ومزاد للأسماك. يقع الميناء في أسفل مجرى نهر أنكي، حيث يجتمع مع بحر جاوة. تقع محمية موارا أنكي للحيوانات البرية في هذه المنطقة، بجوار منطقة موارا كارانغ.

## الميناء
خلال القرن السادس عشر استخدمت سلطنة بنتن وسلطنة ديماك الميناء كموقع استراتيجي للتموقع في ميناء سوندا كيلابا ضد البرتغاليين. في الوقت الحالي بخلاف سفن الصيد ومنشأة الهبوط، يوجد بالميناء أيضًا محطة لخدمة الركاب لطرق سفح السفن بين جزر الألف والبر الرئيسي منذ عام 2012.

## قرية الصيد
يسكن المنطقة الشعوب المرتبطة بالصيد. وهو مجتمع من الصيادين الذين يبحرون لصيد الأسماك الجافة ودخان الحبار والمحار النظيف إلخ. ينتشر المجتمع على مساحة 65 هكتار. يوجد أيضًا مركز لتجهيز المنتجات السمكية التقليدية، حيث يتم إنتاج أنواع مختلفة من الأسماك المملحة. بالإضافة إلى أماكن معالجة الأسماك والتجفيف هناك أيضًا العديد من المتاجر التي تبيع السمك المملح في الحفلات الكبيرة ومحلات للتجزئة. يتم إرسال بعض الأسماك المملحة المنتجة بين الجزر أو تصديرها. يمكن رؤية تجار الأسماك الطازجة على طول الرصيف في المنطقة. المنطقة هي عرضة للفيضانات.
يحجم الصيادون والعاملون في صناعة صيد الأسماك الذين يعيشون هناك عن مغادرة كامبونغ مهما كانت البيئة غير المنظمة في قرية الصيد. تقوم إدارة جاكرتا ببناء مشروع بيوت موارا أنكي الشعبية الذي سيضم 35 شقة سكنية لاستيعاب الأشخاص الذين يعيشون في منطقة.

## سوق السمك
بدأ سوق السمك في موارا أنكي كمزاد للأسماك في عام 1846، ويرتبط تاريخه بجاكرتا. كأحد أكبر المزادات وبيع الأسماك في إندونيسيا غالباً ما تتم مقارنة سوق السمك هذا بسوق تسوكيجي في اليابان.
تم تنشيط سوق السمك وافتتحه بمرافق حديثة مثل باسار إيكان الحديث في عام 2018. يمتد سوق السمك الجديد على مساحة 4.15 هكتار، وهو عبارة عن مبنى من ثلاثة طوابق، مجهز بمرافق داعمة، مثل غرف التبريد، تخزين الثلج، الأسماك التعبئة والخدمات المصرفية والعيادات الصحية وجولات الطهي والمختبرات والمساجد ومواقف السيارات والمحطات الفرعية الكهربائية ومنشآت إدارة مياه الصرف الصحي. من المخطط أن يحتوي السوق على 900 كشك و69 كشك سوق جاف و18 كشك صيد و68 كشك سمك طازج. يوجد طابقان معدان لاستيعاب التجار. الطابق الأرضي مخصص لأكشاك السمك بينما الطابق الثاني مخصص للأكشاك التي تبيع الأسماك المجففة والمجهزة. تم تصميم السوق ليكون أول سوق للأسماك في إندونيسيا يتم بناؤه وفقًا لمفهوم النظافة والتسوق الشامل للمنتجات السمكية المختلفة.